# Marriner S. Eccles Federal Reserve Board Building
Das Marriner S. Eccles Federal Reserve Board Building ist ein Verwaltungsgebäude in der 20th Street/Constitution Avenue, Foggy Bottom, in Washington, D.C.
Es wurde 1937 nach Plänen von Paul Philippe Cret gebaut und hieß zunächst Federal Reserve Building. 1982 erhielt das Gebäude den heutigen Namen (nach Marriner S. Eccles).
Das vierstöckige Gebäude hat eine Grundfläche in Form des Buchstabens H. Die Fassade ist mit Georgia-Marmor, der Boden und die Wände des Atriums sind mit Travertin ausgekleidet. Der neoklassizistische Stil des Gebäudes – in den USA stripped-down oder starved classicism genannt, d. h. „reduzierter Klassizismus“ – kann mit Werken Albert Speers verglichen werden.
Hier befindet sich seit Beginn der Hauptsitz der Federal Reserve.